# Thác Inga

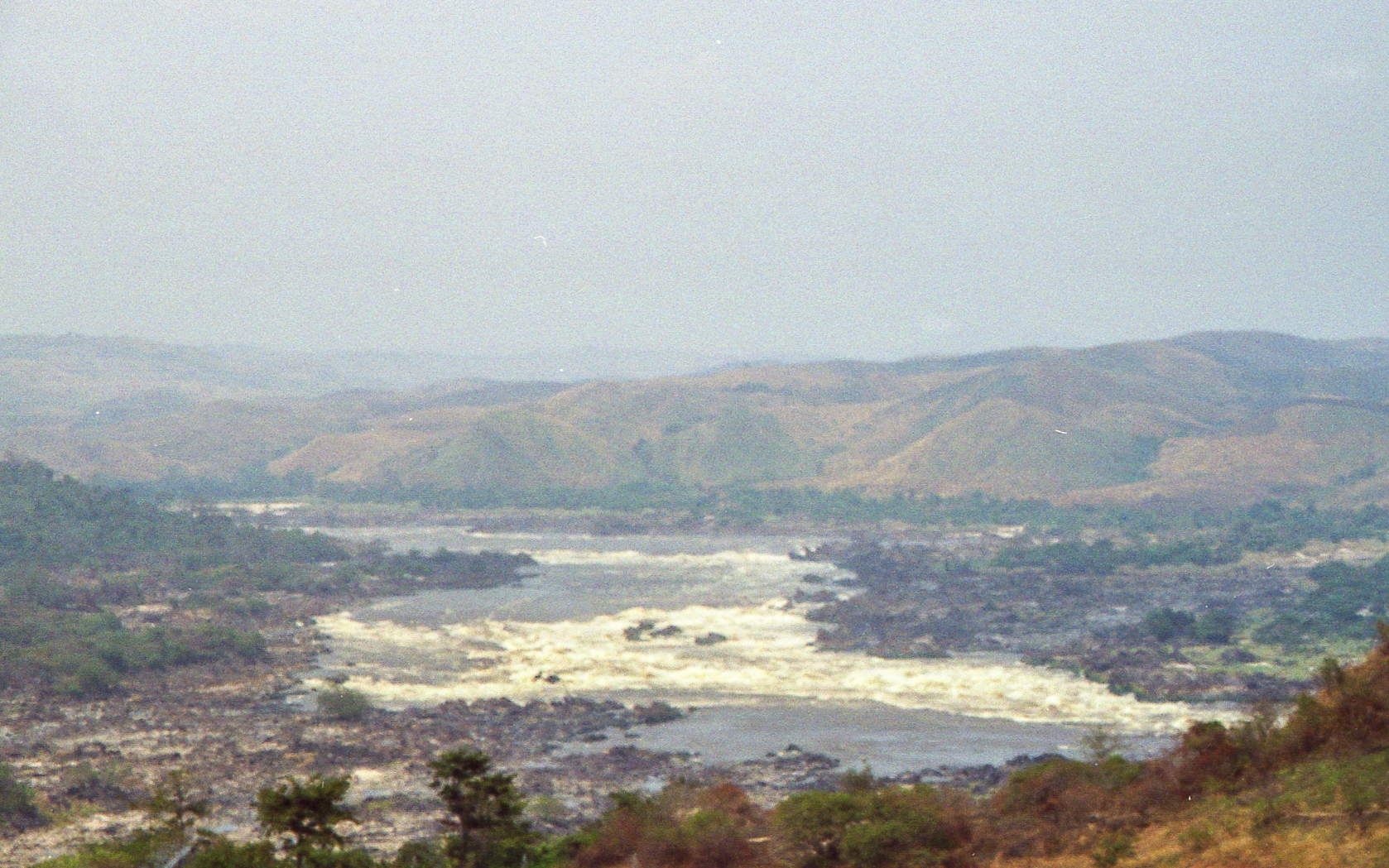
Lưu vực nước trên thác Inga.

Thác Inga là một thác nước cự ly 40 km so với Matadi ở Cộng hòa Dân chủ Congo nơi sông Congo rơi ở độ cao 96 m (315 ft) xuống dòng 15 km (9 mi).
Thác Inga tạo thành một phần chủ nhóm thác lớn hơn - thác Livingstone và tọa lạc gần hơn đối với phần hạ lưu của các thác này. Các thác nước đã tạo thành một khúc cong đột ngột của sông Congo nơi chiều rộng của sông dao động từ hơn 4 km đến chỉ 260 m. Với lưu lượng nước 42.476 m³/giây (1.500.000 ft³/giây) nó là được coi là thác lớn nhất thế giới, dù thác Inga không phải là một thác nước thực sự. Lưu lượng nước kỷ lục ghi nhận được là 70.793 m³/giây (2.500.000 ft³/giây). Thác Inga cũng là nơi có hai đập thủy điện gọi là Inga I & II, cũng như hai đập đã lên phương án khác, một trong hai đập thủy điện đó sẽ có công suất phát điện lớn nhất thế giới.